# Plagiodera
Plagiodera is een geslacht van kevers uit de familie bladkevers (Chrysomelidae).
De wetenschappelijke naam van het geslacht werd in 1837 gepubliceerd door Louis Alexandre Auguste Chevrolat.

## Soorten
- Plagiodera aenea Linnaeus, 1758
- Plagiodera atmanama Daccordi, 1982
- Plagiodera finisafricae Biondi & Daccordi, 1998
- Plagiodera ornorei Daccordi, 1986
- Plagiodera recchiai Daccordi, 1986
- Plagiodera rileyi Daccordi, 1986
- Plagiodera seenoi Balsbaugh & Daccordi, 1987
- Plagiodera sorbinii Daccordi, 1986
- Plagiodera versicolora Laicharting, 1781